# Jean Baptiste Barla
Joseph Hieronymus Jean Baptiste Barla (o Joseph Hieronymus Jérome Jean Baptiste Giambattista Barla) (1817 - 1896) fue un botánico, micólogo francés. Fue Director del Museo de Historia natural de Niza, que habían creado en 1846 con Jean-Baptiste Vérany.

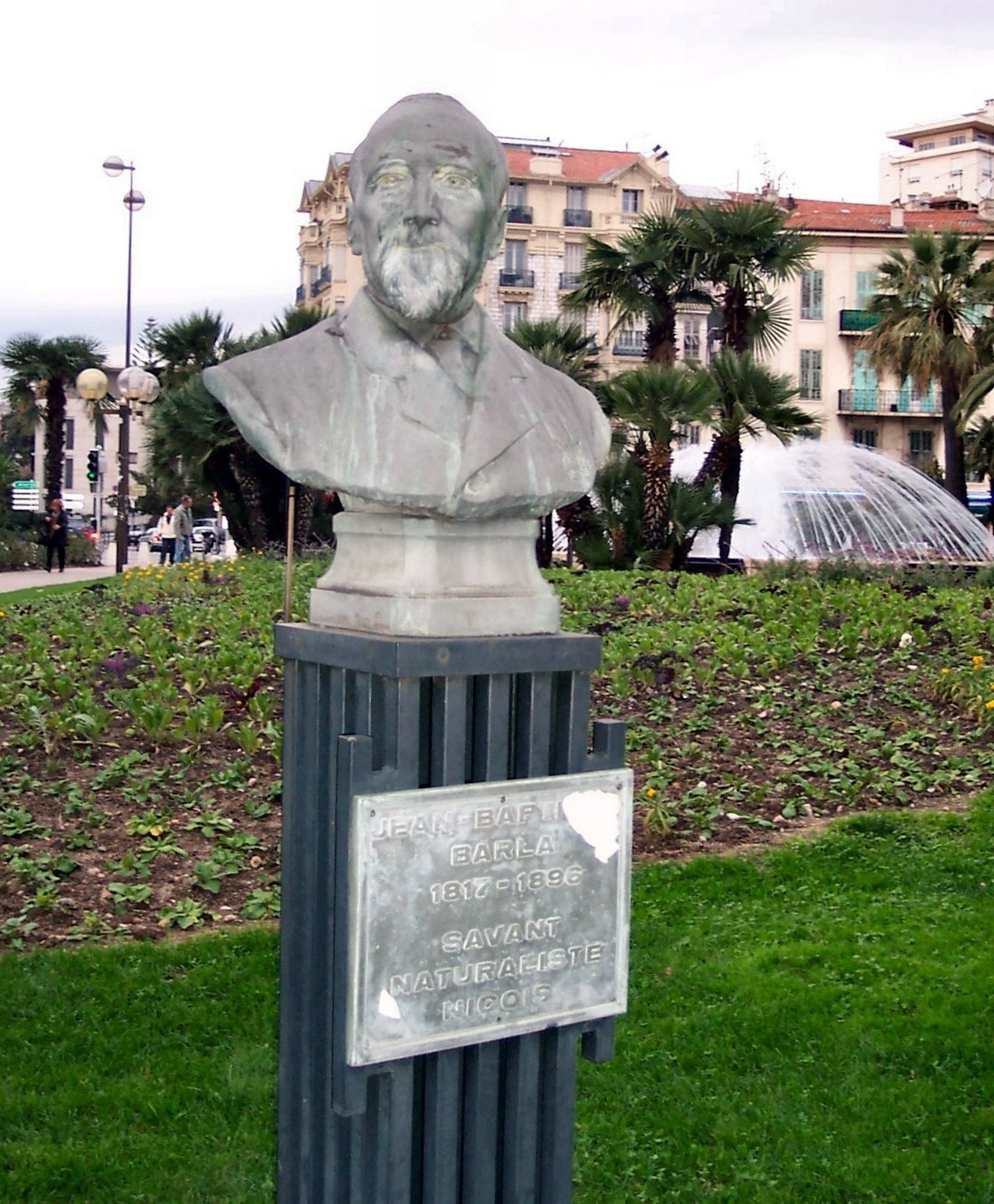
Su busto en "Promenade du Paillon", Niza

## Algunas publicaciones
- 1858. Aperçu mycologique et catalogue des champignons observés dans les environs de Nice
- 1859. Les champignons de la province de Nice et principalement les espèces comestibles, suspectes ou vénéneuses. Ed. Impr. Canis Frères
- 1889 - 1892. Flore mycologique illustrée. Les champignons des Alpes maritimes avec l'indication de leur propriétés utiles ou nuisibles
- 1996 (reimpresión). Flore illustrée de Nice et des Alpes-Maritimes: iconographie des orchidées

## Honores

### Eponimia
- (Orchidaceae) Barlia Parl.[2]

- La abreviatura «Barla» se emplea para indicar a Jean Baptiste Barla como autoridad en la descripción y clasificación científica de los vegetales.[3]